# 川島宗泰
川島 宗泰（かわしま むねやす）は、安土桃山時代から江戸時代前期にかけての武将。二階堂氏、伊達氏の家臣。

## 略歴
行泰の次男として誕生。当初は浜尾氏を名乗り二階堂氏に仕えていたが、天正17年（1589年）に伊達政宗に臣従、姓を川島と改めた。
天正18年（1590年）の葛西大崎一揆の際は、満身創痍となりながらも退却しなかったという。文禄の役でも活躍した。
のちに仙台城築城や江戸城外堀普請で奉行を務めた。